# Genadije (Dimović)
Genadije (Dimović) (Šikloš, oko 1727. – Plaški, 20. XII. 1796.), episkop gornjokarlovački (1786. – 1796.).
Slavjansku školu izučio kod znamenitog učitelja Petra Rajkovića u Srijemskim Karlovcima i u Budimu kod Dionisija Novkovića, najspremnijeg bogoslova onoga vremena, a latinsku u Komoran i Šopronu. Rukopoložen u čin đakona 1754. u Temišvaru, od mitropolita Georgija (Popovića), a protođakon postao 1756. Zamonašen u manastiru Rakovcu 6. III.1762. Poslije dugogodišnje kapelanske službe uz generala Ljubibratića, proizveden za rakovačkog arhimandrita 31. VII. 1781. godine. Za episkopa gornjokarlovačkog posvećen 15. VI. 1786. od mitropolita Mojsija (Putnika).